# Gaafu Dhaalu

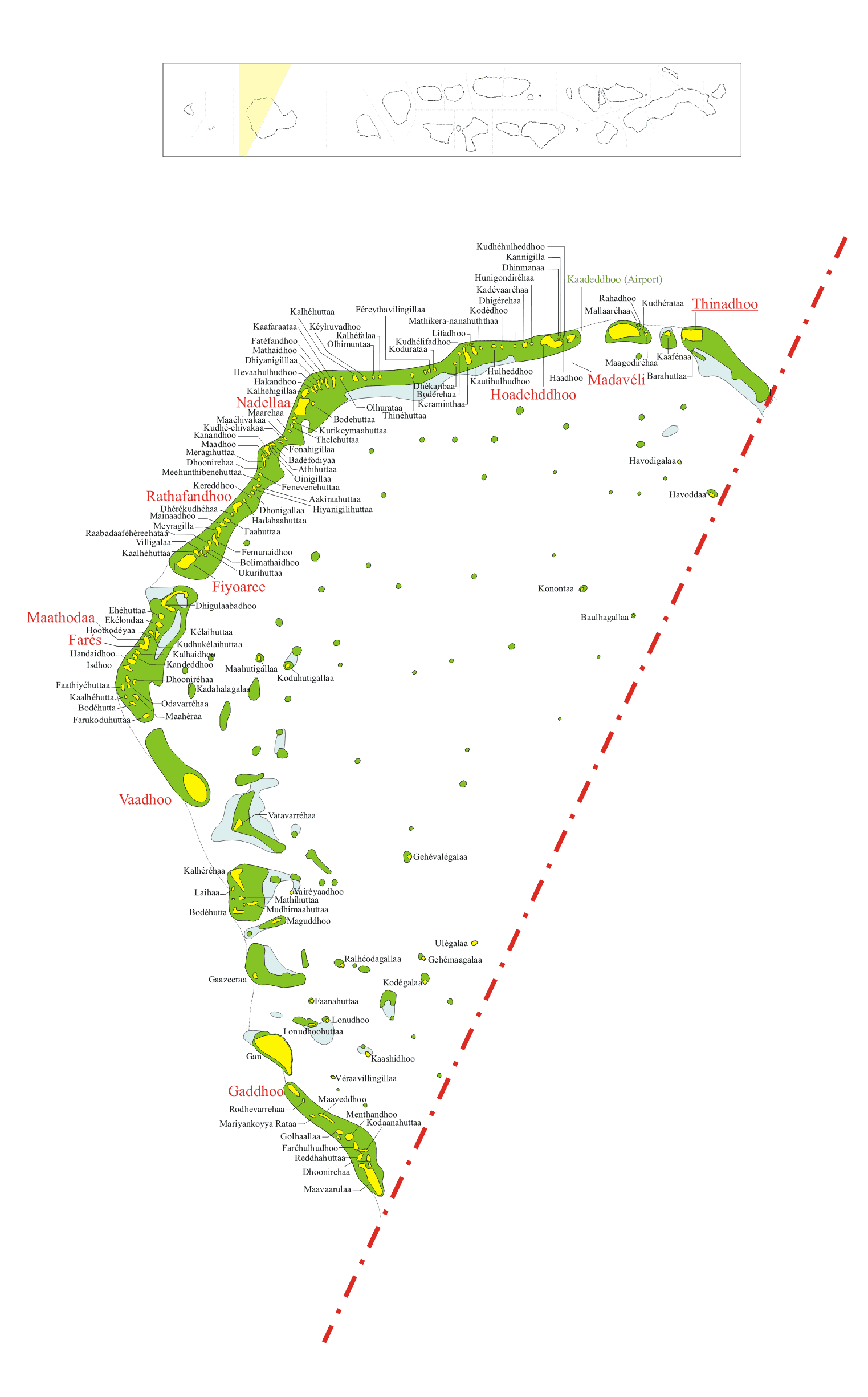
Mapa atolu Gaafu Dhaalu

Gaafu Dhaalu je atol na Maledivách. Hlavní město atolu je Thinadhoo. Skládá se ze 153 ostrovů, z toho 10 je obydlených. Počet obyvatel je 18 767. Atol řídí Ali Shareef Mohamed. Tento administrativní atol se rozkládá na jihozápadní části přírodního atolu Huvadhu.

## Obydlené ostrovy
- Fares
- Fiyoaree
- Gaddhoo
- Hoandeddhoo
- Maathodaa
- Madaveli
- Nadellaa
- Rathafandhoo
- Thinadhoo
- Vaadhoo

## Neobydlené ostrovy
Aakiraahuttaa, Athihuttaa, Badéfodiyaa, Barahuttaa, Baulhagallaa, Bodehuttaa, Bodérehaa, Bolimathaidhoo, Dhékanbaa, Dhérékudhéhaa, Dhigérehaa, Dhigulaabadhoo, Dhinmanaa, Dhiyanigilllaa, Dhonigallaa, Dhoonirehaa, Ehéhuttaa, Ekélondaa, Faahuttaa, Faanahuttaa, Faathiyéhuttaa, Faréhulhudhoo, Farukoduhuttaa, Fatéfandhoo, Femunaidhoo, Fenevenehuttaa, Féreythavilingillaa, Fonahigillaa, Gaazeeraa, Gan, Gehémaagalaa, Gehévalégalaa, Golhaallaa, Haadhoo, Hadahaahuttaa, Hakandhoo, Handaidhoo, Havoddaa, Havodigalaa, Hevaahulhudhoo, Hiyanigilihuttaa, Hoothodéyaa, Hulheddhoo, Hunigondiréhaa, Isdhoo, Kaadeddhoo Island, Kaafaraataa, Kaafénaa, Kaalhéhutta, Kaalhéhuttaa, Kaashidhoo, Kadahalagalaa, Kadévaaréhaa, Kalhaidhoo, Kalhéfalaa, Kalhehigillaa, Kalhéhuttaa, Kalhéréhaa, Kanandhoo, Kandeddhoo, Kannigilla, Kautihulhudhoo, Kélaihuttaa, Keraminthaa, Kereddhoo, Kéyhuvadhoo, Kodaanahuttaa, Kodédhoo, Kodégalaa, Koduhutigallaa, Kodurataa, Konontaa, Kudhé-ehivakaa, Kudhéhulheddhoo, Kudhélifadhoo, Kudhérataa, Kudhukélaihuttaa, Kurikeymaahuttaa, Laihaa, Lifadhoo, Lonudhoo, Lonudhoohuttaa, Maadhoo, Maaéhivakaa, Maagodiréhaa, Maahéraa, Maahutigallaa, Maarehaa, Maavaarulaa, Maaveddhoo, Maguddhoo, Mainaadhoo, Mallaaréhaa, Mariyankoyya Rataa, Mathaidhoo, Mathihuttaa, Mathikera-nanahuththaa, Meehunthibenehuttaa, Menthandhoo, Meragihuttaa, Meyragilla, Mudhimaahuttaa, Odavarréhaa, Oinigillaa, Olhimuntaa, Olhurataa, Raabadaaféhéreehataa, Rahadhoo, Ralhéodagallaa, Reddhahuttaa, Rodhevarrehaa, Thelehuttaa, Thinéhuttaa, Ukurihuttaa, Ulégalaa, Vairéyaadhoo, Vatavarréhaa, Véraavillingillaa, Villigalaa